# 宿毛和田インターチェンジ
宿毛和田インターチェンジ（すくもわだインターチェンジ）は、高知県宿毛市和田にある中村宿毛道路のインターチェンジである。
このインターチェンジから宿毛新港IC（宿毛内海道路）までの区間は、四国横断自動車道で最後まで事業化されていなかったが、2024年に事業化された。そのため、入口の案内標識には「宇和島方面へは行けません」と表記されている。

## 歴史
- 2020年（令和2年）
  - 2月7日 : IC名称が「宿毛IC（仮称）」から「宿毛和田IC」に正式決定[1]。
  - 7月5日 : 平田IC - 宿毛和田IC間開通に伴い、供用開始[2]。

## 接続する道路
- 国道56号

## 周辺
- 土佐くろしお鉄道宿毛線東宿毛駅
- 宿毛市立松田川小学校
- 宿毛市立すみれ保育園
- 宿毛市立和田保育園
- 宿毛市立二ノ宮保育園
- 宿毛幼稚園
- 聖ヶ丘病院
- 宿毛自動車学校

## 隣
E56 中村宿毛道路
平田IC - 宿毛和田IC
E56 宿毛内海道路（事業中）
宿毛和田IC - 宿毛新港IC